# Olympe-de-Gouges-Preis
Der Olympe-de-Gouges-Preis wird seit 2001 von der Arbeitsgemeinschaft Sozialdemokratischer Frauen Hessen-Süd zur Würdigung des Einsatzes von Personen und Institutionen für die Freiheitsrechte von Frauen und für die Gleichberechtigung der Geschlechter verliehen. Initiatorin der Preisvergabe war Ulli Nissen, die Idee dazu entstand 1999.

## Preisträger
- 2024: Mädchenbüro Milena – Ausgezeichnet wurde die 2014 von 7 Migrantinnen in Frankfurt am Main gegründete Einrichtung für ihre großartige Bildungs- und Integrationsarbeit für Mädchen und Frauen mit und ohne Fluchthintergrund. Sie bietet einen geschützten Ort der Begegnung – für manche ein zweites Zuhause.
- 2018: Kristina Hänel – Ausgezeichnet für ihr Engagement für eine Abschaffung des § 219a Strafgesetzbuch (Werbung für den Abbruch der Schwangerschaft).[2]

- 2017: Irmela Mensah-Schramm – Ausgezeichnet für ihr jahrzehntelanges couragiertes und mutiges Auftreten mit „Witz & Spraydose“ gegen rassistische und rechtsextreme Sprüche, Aufkleber und Graffiti.[3]

- 2016: Gabriele Kemmler – Ausgezeichnet für ihre herausragende, jahrzehntelange Arbeit am Frauengesundheitszentrum Frankfurt, wo sie sich den gesellschaftlichen Tabuthemen „Verlust eines Kindes“ und „Traumatische Geburtserfahrungen“ angenommen hat und sehr vielen Frauen geholfen hat, ihren Schicksalsschlag zu verarbeiten, damit umzugehen und wieder ins Leben zu finden.

- 2015: Ortrud Georg-Pathe – Erste Vorsitzende des Mutter-Kind-Heim Preungesheim e. V. Sie wurde ausgezeichnet für die herausragende Arbeit des Mutter-Kind-Heim Preungesheim e. V., durch dessen Unterstützung nicht schulpflichtige Kinder in der Justizvollzugsanstalt Frankfurt am Main III gemeinsam mit ihren Müttern untergebracht werden können, damit Mütter auch unter den schwierigen Bedingungen des Strafvollzugs in einer kindgerechten Umgebung eine gute Beziehung zu ihren Kindern aufbauen können.

- 2013: Semiya Şimşek – Schriftstellerin (Schmerzliche Heimat – Deutschland und der Mord an meinem Vater). Sie wurde am 18. August 2013 ausgezeichnet für ihre Rede bei der zentralen Gedenkfeier für die Opfer der Terrorgruppe NSU am 23. Februar 2012 im Konzerthaus Berlin. Şimşek schilderte als Tochter des ersten NSU–Opfers, Enver Şimşek, die Situation der Angehörigen der Mordopfer.[4][5]

- 2012: Renée Ernst – Ehemalige deutsche Beauftragte für die UN-Millenniumsziele. Sie wurde ausgezeichnet für ihren großen Einsatz zur Umsetzung der Millenniumsziele, ein wichtiger Schwerpunkt war dabei das Ziel „Gleichstellung der Geschlechter/Stärkung der Rolle der Frauen“.

- 2010: Monika Hauser – Gründerin der Hilfsorganisation medica mondiale und Trägerin des Right Livelihood Award 2008. Sie wurde ausgezeichnet, da sie mit ihrem Engagement Frauen hilft, die in Krisenregionen sexuelle Gewalt erfahren haben.

- 2009: Edith Kleber – Vorstandsmitglied der Frankfurter Tafel. Sie wurde ausgezeichnet, da sie sich für Menschen in schwierigen Lebenslagen einsetzt.[6]

- 2008: Serap Çileli – Türkischstämmige Frauenrechtlerin und Schriftstellerin. Sie wurde ausgezeichnet, weil sie mutig und unerschrocken ihre Positionen vertritt und auch dann nicht ihre Meinung zurückhält, wenn sie bedroht wird.

- 2007: Gabriele Pauli – Landrätin des Landkreises Fürth. Sie wurde ausgezeichnet, weil sie den Mut hatte, auch in einem sehr männerdominierten Bereich ihre Positionen zu vertreten.

- 2006: Anlaufstelle für straffällig gewordene Frauen der AWO und Förderverein für die Anlaufstelle für straffällig gewordene Frauen – Sie wurden ausgezeichnet für ihre herausragende und engagierte Arbeit mit und für straffällig gewordene Frauen.

- 2005: Asili Barre-Dirie und Tobe Levin für FORWARD Germany e. V. – Sie wurden ausgezeichnet für ihre Aufklärungsarbeit und die Bekämpfung von weiblicher genitaler Beschneidung in Deutschland und Afrika.

- 2004: 1. FFC Frankfurt – Frauenfußballverein aus Frankfurt. Der Verein wurde ausgezeichnet als Wegbereiter im Frauensport.

- 2003: Frauenmusikbüro – Netzwerk für Musikerinnen. Das Frauenmusikbüro wurde ausgezeichnet für seine gute und wichtige Arbeit als Vernetzungs- und Weiterbildungsinstitution für Musikerinnen im Popmusik-Bereich.

- 2002: Gertrud Mehrens – Gründungsmitglied und Vorstandsvorsitzende von FIM – Frauenrecht ist Menschenrecht e. V. Sie wurde ausgezeichnet für ihre über 20-jährige ehrenamtliche Arbeit für Frauenrechte.

- 2001: Martin Kessel – Geschäftsführer der Firma Contragest GmbH. Er wurde ausgezeichnet für den Weitervertrieb von Mifegyne.